# PS, I Love You

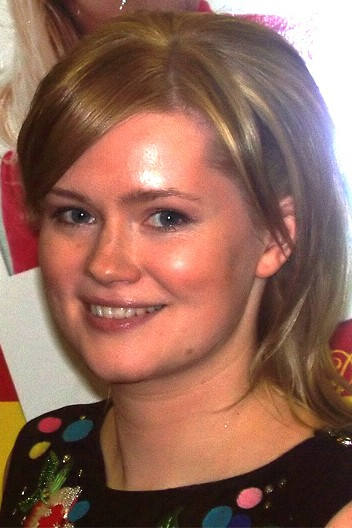
Cecelia Ahern, autora de P.S. I Love You

PS, I Love You (Brasil: PS, Eu Te Amo / Portugal: P.S. - Eu Amo-te) é o primeiro romance escrito pela irlandesa Cecelia Ahern, publicada em 2004. O livro alcançou o 1º lugar como best-seller na Irlanda por 19 semanas.

## Sumário
Gerry e Holly eram casados e ficariam juntos para sempre, até que o inimaginável acontece e Gerry morre, deixando-a devastada.
Conforme seu aniversário de 30 anos se aproxima, Holly descobre um pacote de cartas nas quais Gerry, gentilmente, a guia em sua nova vida sem ele, uma carta por mês. Com a ajuda de seus amigos e família, Holly agora enfrenta uma vida sem a pessoa que mais amava, com muitos desafios pela frente.

## Adaptação para o Cinema
Uma adaptação foi lançada no Brasil em 2007 e em Portugal a 14 de Fevereiro de 2008, chamada P.S. I Love You com Hilary Swank no papel de Holly, e Gerard Butler como Gerry.